# Oswald Onghers
Oswald Onghers (né le 5 octobre 1628 à Malines, mort le 24 décembre 1706 à Wurtzbourg) est un peintre baroque flamand.
Oswald Onghers commence son apprentissage en 1641 auprès de Jean-Baptiste le Saive le jeune (de). En 1653, il séjourne à Mayence et peint la même année pour la cathédrale Saint-Pierre et Saint-Georges de Bamberg un retable représentant l'Assomption de Marie au ciel. Il travaille ensuite pour l'église Saint-Martin de Forchheim. 
En 1660, Oswald Onghers arrive à Wurtzbourg, où il se marie en 1663 et devient peintre de la cour. Il prend les commandes de nombreuses églises, il peint pas moins de dix-sept tableaux pour l'église Saint-Jean de Wurtzbourg. En outre, Onghers crée de nombreux portraits et se distingue dans la peinture de genre, la nature morte et la peinture de paysage. Ses œuvres se trouvent principalement dans les églises du diocèse de Wurtzbourg. Ses personnages sont influencées par Pierre Paul Rubens, alors que premièrement c'est l'art d'Antoine van Dyck, qu'il prend pour modèle.

## Œuvres
- Église de l'abbaye d'Amorbach : peinture pour un retable de côté
- Église de l'Assomption à Aub : Assomption de Marie, retable du maître-autel.
- Église Saint-Jean de Würzburg

Ignace de Loyola avec le nom de Jésus (1691), retable du chœur de la chapelle
Mort de saint François-Xavier (1691), retable du chœur de la chapelle
Mère de Dieu (fin XVIIe siècle)
- Abbaye de Bronnbach à Wertheim

Assomption (1670), maître-autel
Le Mariage de Marie, retable de l'autel latéral
La Lapidation d'Étienne, retable de l'autel latéral
Jean le Baptiste, retable de l'autel latéral
La Passion du Christ
- Église Saint-Nicolas, Eibelstadt : Assassinat de Saints Kilian, Colman et Totnan
- Église d'Eichstätt : Pentecôte, retable du maître-autel, inscrit « Osw. Onghers pinxit Ao 1701 », avec l'auto-portrait Onghers.
- Cathédrale d'Eichstätt : Martyre de sainte Barbe
- Monastère des Augustins, Hausen bei Würzburg : Assomption de Marie, retable du maître-autel
- Église Saint-Barthélemy, Gambach, Karlstadt-sur-le-Main : Chemin de croix
- Église du Recouvrement de la Croix, Grafenrheinfeld : Reconnaissance de la Sainte Croix, retable du maître-autel
- Monastère des capucins à Kitzingen : Assomption (1679), maître-autel et Madeleine repentante
- Église du monastère augustinien Saint-Michel, Münnerstadt :

Saint Sébastien (1672), retable à droite, petit autel collatéral
Nicolas de Tolentino, Retable à gauche, petit autel collatéral